# Alessandro Santos
Alessandro Santos (Maringá, 1977. július 20. –) japán válogatott labdarúgó.
A japán válogatott tagjaként részt vett a 2002-es és a 2006-os világbajnokságon.

## Statisztika
| Japán válogatott | Japán válogatott | Japán válogatott |
| Időszak          | Mérk.            | gól              |
| ---------------- | ---------------- | ---------------- |
| 2002             | 9                | 1                |
| 2003             | 15               | 1                |
| 2004             | 22               | 2                |
| 2005             | 17               | 1                |
| 2006             | 19               | 2                |
| Összesen         | 82               | 7                |